# Phillip Jones
Pour les articles homonymes, voir Philip Jones et Jones.
Phillip Charles George « Phill » Jones, né le 25 janvier 1974 à Christchurch, en Nouvelle-Zélande, est un joueur néo-zélandais de basket-ball, évoluant au poste d'ailier. 